# Kartei

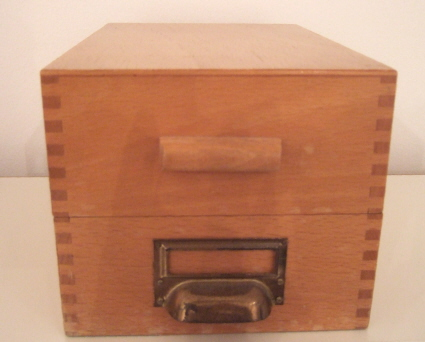
Alter Holz-Karteitrog

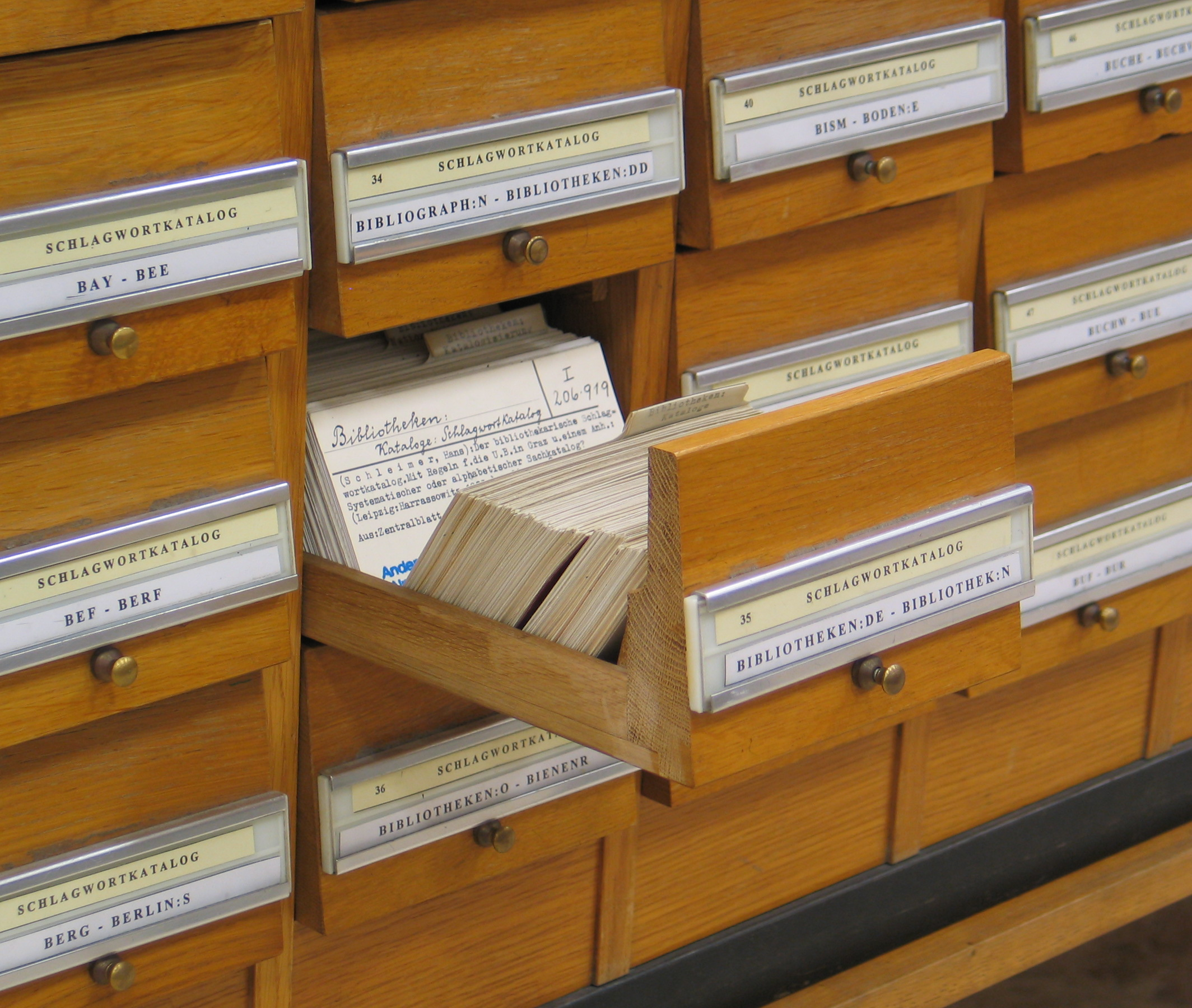
Zettelkatalog einer Universitätsbibliothek

Eine Kartei (oder Kartothek) ist ein mobiles Organisationsmittel, das aus einzelnen austauschbaren Karteikarten besteht, auf denen zusammengehörige Informationen schriftlich festgehalten werden. Diese werden nach einem Ordnungskriterium angeordnet, um eine Suche nach den enthaltenen Daten zu erleichtern.
Die Beschriftung erfolgt meist auf Karteikarten (Handschrift oder Druck), der Arbeitsvorgang selbst wird als Verkartung von Daten bezeichnet. Die einzelnen Karteikarten (meist DIN A5 oder DIN A6) bestehen meist aus Karton und werden durch Leitkarten nach ihrem sachlichen Inhalt in Gruppen unterteilt (etwa nach Anfangsbuchstaben, Kalenderdatum oder Stichwort). Entnommene Karteikarten werden durch temporäre Fehlkarten ersetzt. Die geringe Größe der Karteikarten soll ihren Inhalt auf ein Minimum beschränken. Reiter dienen zur Beschriftung mit wandelbaren Hinweisen und verschaffen dem Nutzer besseren Überblick. Die gesamte Zusammenstellung der Karteikarten kann in einem Zettelkasten erfolgen.
Karteien ersetzten in Büros wegen ihrer hohen Beweglichkeit in großem Umfang die vorher benutzten Listen und Geschäftsbücher.

## Arten
Nach dem Inhalt gibt es:

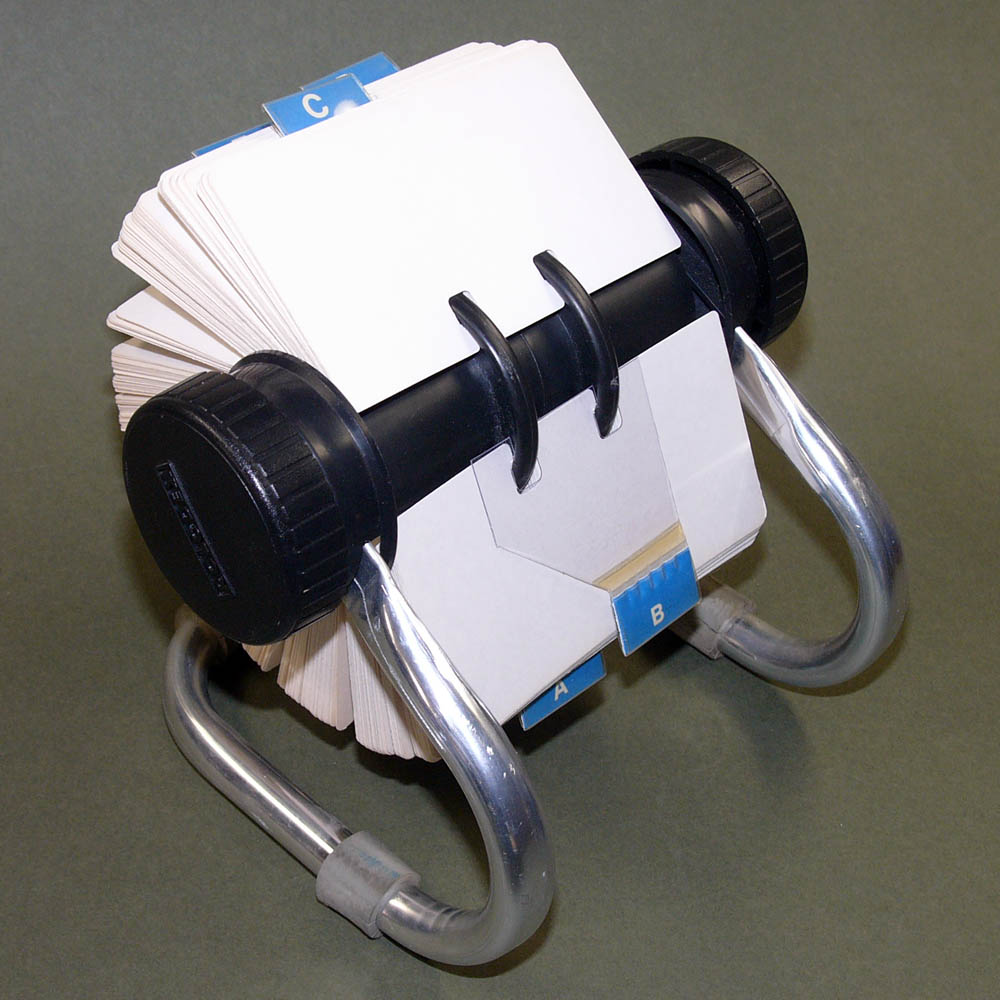
Rollkartei für Adressen

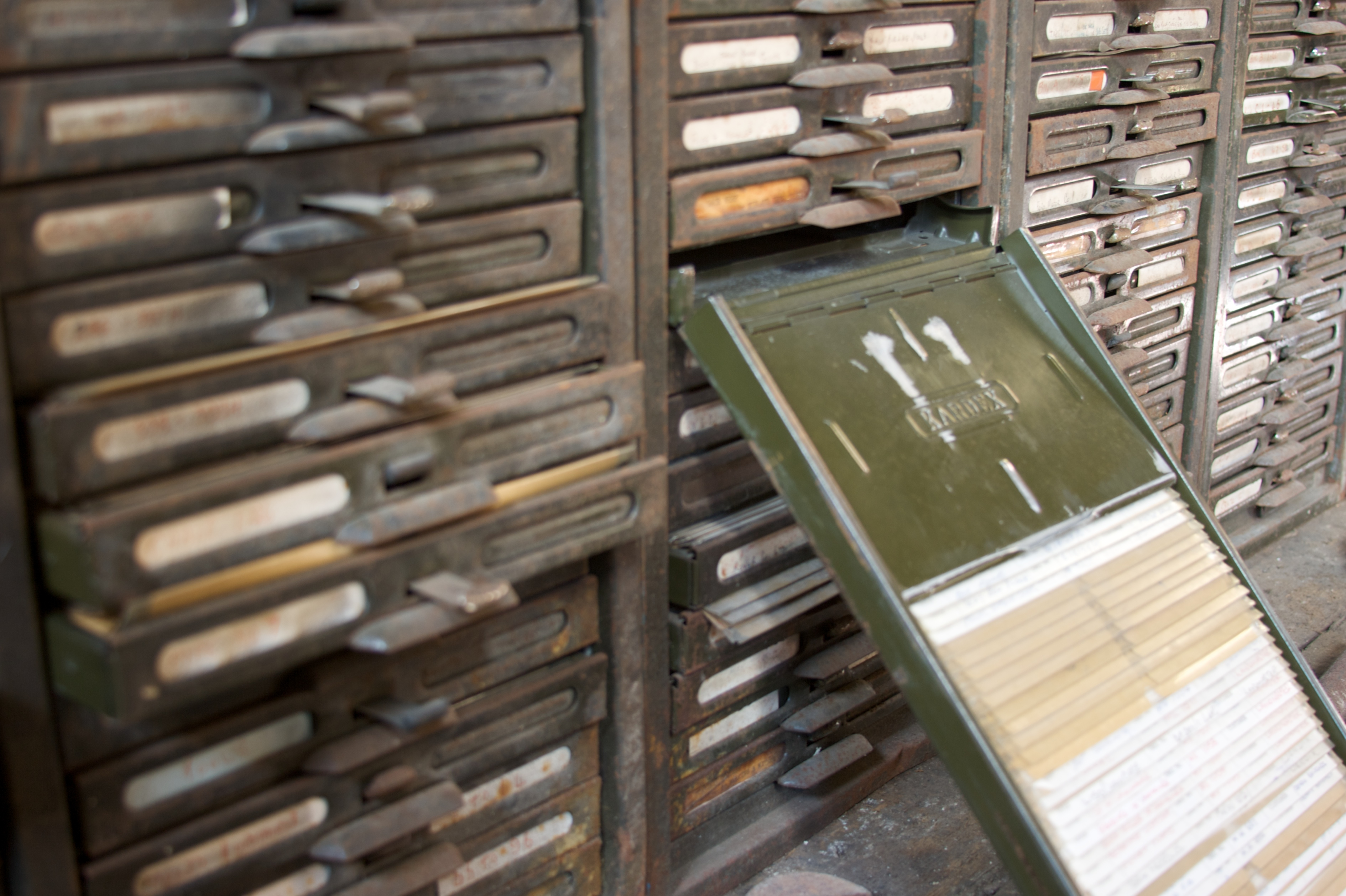
Flachsichtkartei

- Personenkarteien: sind sortiert nach Kunden, Lieferanten oder Mitarbeitern;
- Sachkarteien: sind beispielsweise nach Inventar, Lagerbestand oder Wareneingang/Warenausgang sortiert;
- Terminkarteien dienen für jede Art von Terminen wie im Debitorenmanagement (Mahnwesen), bei Lieferterminen oder Zahlungsfristen.

Jede Information lässt sich in eine der drei Karteien einordnen.
Nach der Sortierung wird unterschieden:
- Steilkartei: die Karteikarten stehen senkrecht hintereinander:
  - Blockkartei, die Karten stehen hintereinander in einem Karteitrog, da jeweils nur eine Karte lesbar ist, muss eine Gliederung durch Ordnungsmerkmale erfolgen;
  - Schrägsichtkartei (Blocksichtkartei), die hintereinander stehenden Karten enthalten als Ordnungsmerkmale beschriftete schräge Fahnen (Schrägsicht);
- Rollkartei: Die Karten sind an einer gemeinsamen Halterung angebracht und hintereinander sortiert.
- Staffelkartei: die Karteikarten liegen schuppenartig übereinander:
  - Flachsichtkartei, die Karten liegen übereinander in einem Staffelrahmen, der untere Rand jeder Karte ist sichtbar und enthält die gleich bleibenden Daten;
  - Breitstaffelsichtkartei, die Karten sind staffelförmig hintereinander so angeordnet, dass vor jeder Karte ein Rand (rechts und links) für die Beschriftung mit Informationen sichtbar ist;
- Magnetkartei: die einzelnen Karten stoßen sich durch magnetische Wirkung gegenseitig ab.

## Vervielfältigung und Übertragung
Zum Vervielfältigen und zur Archivierung werden Karteien analog auf Mikrofiche abfotografiert und sind anschließend mit speziellen Lesegeräten nutzbar.
Im Rahmen der Digitalisierung können auch Karteien auf einer Datenbank elektronisch abgebildet werden (als Reproduktion und/oder hinsichtlich des Datensatzes). Im Gegensatz zu einer Datenbank besteht eine Kartei allerdings meist nur aus einer einzigen Ansammlung strukturgleicher Karteikarten. Die elektronische Entsprechung einer Kartei ist demnach die Tabelle einer Datenbank. Eine Karteikarte entspricht dann einer Zeile in dieser Tabelle. Einige Betriebssysteme bieten Software an, die wie analoge Karteien gegliedert ist.